# Gran Premio di Monaco 2021
Il Gran Premio di Monaco 2021 è stata la quinta prova della stagione 2021 del campionato mondiale di Formula 1. La gara si è corsa domenica 23 maggio sul circuito di Monte Carlo a Monaco, ed è stata vinta dall'olandese Max Verstappen su Red Bull Racing-Honda, al dodicesimo successo in carriera; Verstappen ha preceduto all'arrivo lo spagnolo Carlos Sainz Jr. su Ferrari e il britannico Lando Norris su McLaren-Mercedes.

## Vigilia

### Sviluppi futuri
La Federazione stabilisce che a partire dal Gran Premio di Francia in programma a fine giugno i test che dovranno superare gli alettoni posteriori delle vetture saranno più rigidi di quelli attuali. La Federazione, inoltre, prevede di utilizzare telecamere a bordo per il monitoraggio del comportamento delle ali mentre le vetture sono in movimento, nel tentativo di individuare qualsiasi movimento eccessivo della carrozzeria.
La Federazione annuncia la programmazione del Gran Premio di Gran Bretagna, che si terrà il successivo 18 luglio. Il Gran Premio inglese è il primo di tre Gran Premi scelti della stagione in cui viene utilizzato il format delle Qualifiche Sprint. Al venerdì la prima sessione di prove libere si terrà dalle 15:30 alle 16:30, con le tradizionali qualifiche che si terranno dalle 19:00 alle 20:00; al sabato la seconda sessione di prove libere è prevista dalle 13:00 alle 14:00, con il nuovo format delle Qualifiche Sprint in programma alle 17:30; la domenica l'orario di partenza del Gran Premio è fissato alle 16:00.
Il Gran Premio di Turchia, che nelle settimane precedenti aveva rimpiazzato l'annullamento del Gran Premio del Canada per via della pandemia di COVID-19, viene posticipato a data da destinarsi a causa delle restrizioni imposte dal Regno Unito ai viaggiatori provenienti dalla Turchia per l'alto numero di casi presenti nel Paese dettati dalla pandemia. La gara turca viene sostituita dal Gran Premio di Stiria, che ha già debuttato nel campionato 2020, per rimpiazzare Gran Premi non disputati per via della pandemia. La gara in Austria viene collocata nella data originaria del Gran Premio di Francia, il quale a sua volta viene anticipato di una settimana per accomodare l'aggiunta di questo Gran Premio e mantenere quindi il numero record di 23 appuntamenti stagionali. Con la modifica al calendario, sono adesso in programma tre Gran Premi in tre weekend di fila, come già successo una volta nel campionato 2018 e per tre volte nella stagione 2020. Prima della posticipazione del Gran Premio di Turchia era ventilata l'ipotesi di uno scambio di date con il Gran Premio d'Azerbaigian, ma ciò non è stato possibile in quanto il 12 giugno lo stadio azero ospita la partita tra le nazionali di Galles e Svizzera, valida per il gruppo A del campionato europeo di calcio 2020.
Il Paese austriaco, dopo l'Italia, grazie già alla disputa del Gran Premio dell'Emilia-Romagna avvenuta ad aprile e quello omonimo in programma a settembre, diventa il secondo Paese a ospitare due gare valide per il campionato mondiale in questa stagione, in questo caso a distanza di una settimana dall'altra, come nel 2020, ma con i Gran Premi invertiti, prima il Gran Premio di Stiria e poi quello omonimo.
La McLaren annuncia il rinnovo pluriennale del pilota britannico Lando Norris per la stagione 2022 e oltre.

### Aspetti tecnici
Per questa gara la Pirelli, fornitrice unica degli pneumatici, porta gomme di mescola C3, C4 e C5, le più morbide della gamma tra quelle disponibili.
La FIA stabilisce una sola zona in cui i piloti possono attivare il DRS, posta lungo il rettifilo dei box. Il detection point, ovvero il punto per la determinazione del distacco tra i piloti, necessario per consentire l'uso del dispositivo, è stabilito dopo la curva 16.
La Federazione rende noto che al termine della gara del precedente Gran Premio di Spagna, tra le prime dieci vetture classificate è stata sorteggiata la Red Bull di Sergio Pérez per le verifiche tecniche. Esse sono risultate essere conformi al regolamento tecnico.
La Federazione stabilisce che se un pilota va largo alla curva 10 (Nouvelle Chicane), non percorrendola correttamente, vedrà il suo tempo sul giro cancellato dai commissari sportivi. Il pilota che sfrutterà la via di fuga dovrà farlo in condizioni di sicurezza tornando in pista dopo avere ricevuto il semaforo verde.

### Aspetti sportivi
Il Gran Premio torna a fare parte del calendario mondiale di Formula 1, nella sua collocazione classica nel mese di maggio, dopo essere stato annullato nella stagione precedente a causa della pandemia di COVID-19 e per le tempistiche della realizzazione del circuito sulle strade del Principato in tempi brevi. Per la prima volta dalla stagione 1954 la massima categoria non fece tappa a Monte Carlo.
Il Gran Premio rappresenta la seconda gara della stagione, dopo quella inaugurale corsa in Bahrein, che prevede la presenza degli spettatori sulle tribune. Nelle settimane precedenti, gli organizzatori annunciano la presenza di pubblico sugli spalti tra il 40 e il 50% della capienza complessiva, con l'evento che avrà massimo 7 500 spettatori per le qualifiche e la gara e 3 000 per le prove libere. Insieme al pubblico, da questo Gran Premio torna anche la Drivers Parade, il tradizionale giro di pista dei piloti sul bus scoperto, programmato come sempre due ore e mezza prima dell'inizio della gara.
La scuderia britannica Williams festeggia i 750 Gran Premi in Formula 1. Per l'occasione la livrea della FW43B sfoggia lo speciale logo 750 Grands Prix e ogni membro del team indossa un kit che ricorda questo speciale traguardo. La scuderia di Grove, inoltre, decide di omaggiare i suoi tifosi; 100 di essi, infatti, vedono inciso il loro nome sulle vetture britanniche di George Russell e Nicholas Latifi. L'altra scuderia britannica, la McLaren, gareggia invece con una livrea caratterizzata dal suo classico arancione, unito all'azzurro dello sponsor Gulf Oil.
Da questa gara, viene istituito un nuovo premio chiamato Workday Agility Award nel quale viene premiato il team in grado di prendere la strategia migliore durante un Gran Premio, con l'obiettivo di dare risalto al valore tecnico degli ingegneri del muretto box, chiamati a prendere spesso decisioni importanti e cruciali nell'arco di pochi secondi.
La britannica Jessica Hawkins, impegnata nel campionato W Series dedicato a sole donne, diventa la nuova Driver Ambassador dell'Aston Martin.
L'ex pilota di Formula 1 Vitantonio Liuzzi è nominato commissario aggiunto da parte della FIA. L'italiano ha svolto in passato, in diverse occasioni, tale funzione, l'ultima al Gran Premio del 70º Anniversario 2020. Il Gran Premio, corso sul circuito di Silverstone, fu aggiunto al calendario della passata stagione dalla FIA per rimpiazzare Gran Premi precedentemente annullati o posticipati a causa della pandemia di COVID-19. La denominazione fu scelta per celebrare i settant'anni di storia del campionato mondiale di Formula 1, che iniziò nel 1950 proprio sul circuito inglese. Per questo Gran Premio è la casa automobilistica inglese Aston Martin a fornire la safety car e la medical car.

## Prove

### Resoconto
Il messicano della Red Bull Racing, Sergio Pérez, coglie il miglior tempo della prima sessione del giovedì. Pérez, su gomme soft, chiude con un tempo di un paio di decimi più alto di quello ottenuto, nella stessa sessione, due anni prima da Hamilton. Alle sue spalle si è inserito Carlos Sainz Jr., con gomme medie, staccato di poco più di un decimo, che ha anche colpito le barriere, nella zona delle Piscine. Il pilota della Ferrari ha preceduto l'altro portacolori della Red Bull, Max Verstappen, su medie, e Pierre Gasly. Sono perciò tre le vetture motorizzate dalla Honda, nei primi quattro tempi.
Le Mercedes hanno chiuso con il quinto e sesto tempo, ma si sono maggiormente indirizzate a cercare gli assetti per la gara. Charles Leclerc ha potuto chiudere pochissimi giri, prima che il cedimento del cambio lo costringesse ad abbandonare la sessione. Un altro pilota che ha avuto problemi è stato Fernando Alonso, terminato contro le barriere all'ultima curva.
La McLaren è stata multata in due occasioni di 200 euro dalla FIA in quanto Daniel Ricciardo ha superato il limite di velocità stabilito nella corsia dei box.
Sono stati 11 i tempi cancellati ai piloti per essere andati larghi alla curva 10 (Nouvelle Chicane) e non averla percorsa correttamente, durante la prima sessione di prove libere. Si sono visti cancellare il tempo Carlos Sainz Jr., Nikita Mazepin e Sergio Pérez (due volte); Lewis Hamilton, George Russell, Nicholas Latifi, Antonio Giovinazzi e Fernando Alonso (una volta).
Leclerc si è rifatto nella seconda sessione, scalando in cima alla classifica. Il pilota di casa ha preceduto il compagno di team Sainz Jr.; era dal Gran Premio del Brasile 2019 che le due vetture della Ferrari non riuscivano a cogliere i due migliori tempi, nella seconda sessione di un Gran Premio. Alle spalle dei due ferraristi hanno chiuso Lewis Hamilton e Max Verstappen, staccati di soli sette millesimi tra loro. La lotta fra le varie vetture è, in generale, molto serrata, con i primi sette piloti nel margine di un secondo di tempo dal primo. Pérez, il più rapido al mattino, è ottavo.
Nel corso della sessione sono finiti contro le barriere Yuki Tsunoda e Mick Schumacher.
Sono stati 27 i tempi cancellati ai piloti per essere andati larghi alla curva 10 (Nouvelle Chicane) e non averla percorsa correttamente, durante la seconda sessione di prove libere. Si sono visti cancellare il tempo Lewis Hamilton (cinque volte); Sergio Pérez (quattro volte); Carlos Sainz Jr. e Sebastian Vettel (tre volte); George Russell, Charles Leclerc, Lance Stroll e Nikita Mazepin (due volte); Yuki Tsunoda, Valtteri Bottas, Esteban Ocon e Lando Norris (una volta).
Al termine delle prove sulla vettura di Yuki Tsunoda viene sostituita la trasmissione. Il pilota giapponese non è penalizzato in griglia di partenza perché ha terminato anticipatamente la precedente gara in Spagna.
Le Ferrari confermano la loro competitività sul circuito monegasco anche nella sessione del sabato, anche se il miglior tempo è fatto segnare da Verstappen, migliore di 47 millesimi di quello di Sainz Jr., che a differenza dell'olandese ha trovato il tempo con gomme medie e non morbide, e di due decimi di quello di Leclerc. Sono maggiormente in difficoltà le Mercedes, che non riescono a mandare in temperatura le gomme morbide; Bottas ha chiuso comunque con il quarto tempo, mentre Hamilton è solo settimo.
Mick Schumacher ha sbattuto all'uscita del Casino, danneggiando pesantemente la sua Haas. L'incidente del tedesco ha comportato l'esposizione della bandiera rossa, e l'interruzione della sessione, a pochi minuti dal suo termine, tanto che i commissari hanno deciso di non completarla. Anche Nicholas Latifi, negli stessi momenti, ha colpito il guardrail, nella zona delle Piscine: la sua vettura risulta però meno danneggiata.
Sono stati 32 i tempi cancellati ai piloti per essere andati larghi alla curva 10 (Nouvelle Chicane) e non averla percorsa correttamente, durante la terza sessione di prove libere. Si sono visti cancellare il tempo Charles Leclerc e Daniel Ricciardo (cinque volte); Carlos Sainz Jr. (quattro volte); Lewis Hamilton e Max Verstappen (tre volte); Kimi Räikkönen, George Russell e Sebastian Vettel (due volte); Nicholas Latifi, Valtteri Bottas, Sergio Pérez, Nikita Mazepin, Esteban Ocon e Lance Stroll (una volta).

### Risultati
Nella prima sessione del giovedì si è avuta questa situazione:
| Pos | Nº | Pilota           | Costruttore           | Tempo    | Gap    | Giri |
| --- | -- | ---------------- | --------------------- | -------- | ------ | ---- |
| 1   | 11 | Sergio Pérez     | Red Bull Racing-Honda | 1'12"487 |        | 36   |
| 2   | 55 | Carlos Sainz Jr. | Ferrari               | 1'12"606 | +0"119 | 32   |
| 3   | 33 | Max Verstappen   | Red Bull Racing-Honda | 1'12"648 | +0"161 | 39   |

Nella seconda sessione del giovedì si è avuta questa situazione:
| Pos | Nº | Pilota           | Costruttore | Tempo    | Gap    | Giri |
| --- | -- | ---------------- | ----------- | -------- | ------ | ---- |
| 1   | 16 | Charles Leclerc  | Ferrari     | 1'11"684 |        | 30   |
| 2   | 55 | Carlos Sainz Jr. | Ferrari     | 1'11"796 | +0"112 | 32   |
| 3   | 44 | Lewis Hamilton   | Mercedes    | 1'12"074 | +0"390 | 28   |

Nella sessione del sabato mattina si è avuta questa situazione:
| Pos | Nº | Pilota           | Costruttore           | Tempo    | Gap    | Giri |
| --- | -- | ---------------- | --------------------- | -------- | ------ | ---- |
| 1   | 33 | Max Verstappen   | Red Bull Racing-Honda | 1'11"294 |        | 19   |
| 2   | 55 | Carlos Sainz Jr. | Ferrari               | 1'11"341 | +0"047 | 28   |
| 3   | 16 | Charles Leclerc  | Ferrari               | 1'11"552 | +0"258 | 27   |

## Qualifiche

### Resoconto
Prima dell'inizio delle qualifiche sulla vettura di Mick Schumacher, che non prende parte alle prove ufficiali dopo l'incidente durante la terza sessione di prove libere, viene sostituito il cambio. Il pilota tedesco è perciò penalizzato di cinque posizioni sulla griglia di partenza. La penalità non ha effetto pratico visto che parte dall'ultima posizione per la non disputa delle qualifiche.
Alla partenza delle qualifiche la temperatura dell'asfalto è di 34 °C, e il cielo è nuvoloso, ma non c'è minaccia della pioggia. La pista sembra diventare, di passaggio in passaggio, più veloce. Lando Norris si piazza primo con 1'12"676; il primo pilota a scendere sotto il muro del minuto a 12 secondi è Valtteri Bottas. Il riferimento del finlandese è poi battuto da Max Verstappen, a sua volta superato da Carlos Sainz Jr., e ancora Norris. Nel frattempo Kimi Räikkönen va lungo alla Santa Devota, senza però danneggiare la sua monoposto. Al comando si rivede Verstappen mentre, a cinque minuti dal termine della sessione, si trovano in zona eliminazione le due Alpine-Renault.
Negli ultimi istanti della Q1 si portano in zona qualificazione le due Alfa Romeo Racing, mentre Sebastian Vettel è l'ultimo dei qualificati. Non passano alla fase seguente, Tsunoda, Latifi, Alonso e Mazepin, a cui si aggiunge Schumacher, che non ha preso parte alla sessione.
Anche in Q2 molti piloti optano per percorrere due giri di riscaldamento, prima di cercare la prestazione veloce. Verstappen segna 1'11"040, tempo limato di tre millesimi da Leclerc. Sono ancora poco competitive le due Mercedes, con Lewis Hamilton quarto e Bottas quinto. Norris batte il tempo di Leclerc, prima che Verstappen scenda sotto il minuto e undici. Bottas, dopo avere battuto il rilievo cronometrico di Hamilton, abbassa anche quello di Norris, mentre Hamilton resta sempre con il sesto tempo. Al termine della Q2 Leclerc, con un ennesimo tentativo, strappa il miglior tempo (1'10"597). Antonio Giovinazzi riesce a entrare nei primi 10, dai quali sono esclusi Ocon, Ricciardo, Stroll, Räikkönen e Russell.
Nella fase decisiva Verstappen fa segnare il tempo di riferimento di 1'10"567; il tempo dell'olandese è solo avvicinato da Bottas, staccato di 60 millesimi. Chi fa meglio del pilota della Red Bull Racing è Leclerc (1'10"346). Anche l'altro ferrarista, Sainz Jr., è veloce, e chiude con il terzo tempo. Anche nella fase finale della Q3 i piloti tentano due giri veloci di fila. Verstappen non è capace di migliorarsi nel primo tentativo, così come Pérez. A pochi secondi dall'esposizione della bandiera a scacchi Leclerc colpisce con la gomma anteriore destra le barriera alle Piscine, perdendo il controllo della vettura. La sessione viene interrotta subito, e senza la possibilità di essere rilanciata.
Charles Leclerc conquista l'ottava pole position in carriera, la prima per lui, e per la Ferrari, dal Gran Premio del Messico 2019. La prima fila è completata da Verstappen, mentre la seconda è formata da Bottas e Sainz Jr.. È la prima volta che un pilota monegasco conquista la partenza al palo nel Principato, in un'edizione valida quale prova del campionato mondiale di Formula 1. L'ultimo, in assoluto, a riuscirci, era stato Louis Chiron su Mercedes, nell'edizione del 1936, allora prova del campionato europeo di automobilismo.
Sono stati otto i tempi cancellati ai piloti per essere andati larghi alla curva 10 (Nouvelle Chicane) e non averla percorsa correttamente, durante le qualifiche. Si sono visti cancellare il tempo Carlos Sainz Jr. (tre volte); Lewis Hamilton (due volte); George Russell, Kimi Räikkönen e Sebastian Vettel (una volta).

### Risultati
Nella sessione di qualifica si è avuta questa situazione:
| Pos                         | Nº | Pilota             | Costruttore               | Q1          | Q2       | Q3       | Griglia |
| --------------------------- | -- | ------------------ | ------------------------- | ----------- | -------- | -------- | ------- |
| 1                           | 16 | Charles Leclerc    | Ferrari                   | 1'11"113    | 1'10"597 | 1'10"346 | 1       |
| 2                           | 33 | Max Verstappen     | Red Bull Racing-Honda     | 1'11"124    | 1'10"650 | 1'10"576 | 2       |
| 3                           | 77 | Valtteri Bottas    | Mercedes                  | 1'10"938    | 1'10"695 | 1'10"601 | 3       |
| 4                           | 55 | Carlos Sainz Jr.   | Ferrari                   | 1'11"324    | 1'10"806 | 1'10"611 | 4       |
| 5                           | 4  | Lando Norris       | McLaren-Mercedes          | 1'11"321    | 1'11"031 | 1'10"620 | 5       |
| 6                           | 10 | Pierre Gasly       | AlphaTauri-Honda          | 1'11"560    | 1'11"179 | 1'10"900 | 6       |
| 7                           | 44 | Lewis Hamilton     | Mercedes                  | 1'11"622    | 1'11"116 | 1'11"095 | 7       |
| 8                           | 5  | Sebastian Vettel   | Aston Martin-Mercedes     | 1'12"078    | 1'11"309 | 1'11"419 | 8       |
| 9                           | 11 | Sergio Pérez       | Red Bull Racing-Honda     | 1'11"644    | 1'11"019 | 1'11"573 | 9       |
| 10                          | 99 | Antonio Giovinazzi | Alfa Romeo Racing-Ferrari | 1'11"658    | 1'11"409 | 1'11"779 | 10      |
| 11                          | 31 | Esteban Ocon       | Alpine-Renault            | 1'11"740    | 1'11"486 | N.D.     | 11      |
| 12                          | 3  | Daniel Ricciardo   | McLaren-Mercedes          | 1'11"747    | 1'11"598 | N.D.     | 12      |
| 13                          | 18 | Lance Stroll       | Aston Martin-Mercedes     | 1'11"979    | 1'11"600 | N.D.     | 13      |
| 14                          | 7  | Kimi Räikkönen     | Alfa Romeo Racing-Ferrari | 1'11"899    | 1'11"642 | N.D.     | 14      |
| 15                          | 63 | George Russell     | Williams-Mercedes         | 1'12"016    | 1'11"830 | N.D.     | 15      |
| 16                          | 22 | Yuki Tsunoda       | AlphaTauri-Honda          | 1'12"096    | N.D.     | N.D.     | 16      |
| 17                          | 14 | Fernando Alonso    | Alpine-Renault            | 1'12"205    | N.D.     | N.D.     | 17      |
| 18                          | 6  | Nicholas Latifi    | Williams-Mercedes         | 1'12"366    | N.D.     | N.D.     | 18      |
| 19                          | 9  | Nikita Mazepin     | Haas-Ferrari              | 1'12"958    | N.D.     | N.D.     | 19      |
| Tempo limite 107%: 1'15"903 |    |                    |                           |             |          |          |         |
| NQ                          | 47 | Mick Schumacher    | Haas-Ferrari              | senza tempo | N.D.     | N.D.     | 20      |

In grassetto sono indicate le migliori prestazioni in Q1, Q2 e Q3.

## Gara

### Resoconto
Il poleman Charles Leclerc non prende parte al Gran Premio: prima di schierarsi sulla griglia di partenza, il pilota soffre di un problema al semiasse sinistro, e deve rinunciare alla gara. La sua presenza in pole position era stata già messa in dubbio dopo l'incidente patito nelle qualifiche, ma la Ferrari era poi riuscita a sistemare la trasmissione danneggiata. La griglia di partenza non subisce alterazioni, con la casella del monegasco che rimane vuota: era successo anche nell'edizione 2001, quando David Coulthard su McLaren-Mercedes ebbe un problema al launch control nel giro di ricognizione, ma in quel caso riuscì a prendere parte alla gara dal fondo dello schieramento. Leclerc è inoltre il quinto pilota a ottenere una partenza al palo e a non prendere parte alla gara dopo Jean-Pierre Jarier nel Gran Premio d'Argentina 1975, Didier Pironi nel Gran Premio di Germania 1982, Michael Schumacher nel Gran Premio di Francia 1996 e Jarno Trulli nel Gran Premio degli Stati Uniti d'America 2005.
Max Verstappen, scattato dalla seconda piazzola, mantiene il comando, su Valtteri Bottas, Carlos Sainz Jr., Lando Norris, Pierre Gasly, Lewis Hamilton, Sebastian Vettel e Sergio Pérez. La gara rimane congelata per moltissimi giri. Verstappen mantiene sempre la prima posizione, con un margine di circa un secondo e mezzo su Bottas. Solo verso il ventesimo giro l'olandese amplia il distacco dal finlandese a quasi cinque secondi mentre, a sua volta, è Sainz Jr. a chiudere la distanza su Bottas.
Al ventinovesimo giro Hamilton è il primo pilota a effettuare la sosta: il campione del mondo passa a gomme dure. Il giro successivo vanno ai box anche Bottas e Norris. La gomma anteriore destra del pilota della Mercedes non si sfila e Bottas è costretto al ritiro. Anche Gasly va al cambio gomme, e rientra in gara davanti a Hamilton. Al trentunesimo giro si ferma Vettel: il tedesco dell'Aston Martin rientra in gara davanti a Gasly e Hamilton. Due giri dopo si ferma Sainz Jr. e il giro successivo anche Verstappen. Le soste non modificano la graduatoria. Al comando c'è Pérez, che non ha ancora cambiato gli pneumatici, seguito da Verstappen, che è davanti a Sainz Jr. e Norris. Quando il messicano si ferma per il pit stop, Verstappen torna al comando. Pérez rientra in quarta posizione.
Nella parte finale della gara Sainz Jr. sembra potere ridurre il distacco su Verstappen, che pare lamentarsi per una perdita di potenza della sua power unit. Anche Pérez sembra potersi ingaggiare con Norris per il terzo posto, ma alla fine sia lo spagnolo che il messicano dovranno desistere. Hamilton, impossibilitato a passare Gasly, si ferma a sostituire le gomme e conquista il giro veloce, che gli garantisce il punto addizionale.
Verstappen chiude la gara con una vittoria, la dodicesima in carriera. L'olandese è, per la prima volta da quando corre in Formula 1, in testa al mondiale. Sainz Jr., secondo, conquista il suo primo podio da ferrarista, il primo della stagione per la scuderia italiana. Si tratta del primo podio per la Ferrari dal Gran Premio di Turchia 2020 quando Sebastian Vettel finì in terza posizione. L'ultimo podio per la scuderia di Maranello sul tracciato di Monte Carlo risaliva all'edizione 2019 con Sebastian Vettel, quando terminò secondo. La Honda torna a podio nel Gran Premio di Monaco per la prima volta dall'edizione 2004 dal secondo posto con Jenson Button. Il motore nipponico torna a vincere nelle strade del Principato dopo 25 anni; l'ultima volta accadde con Olivier Panis nel 1996 su Ligier. La McLaren con Lando Norris torna sul podio del Principato dopo 10 anni; l'ultimo risaliva nell'edizione 2011 dove all'epoca Jenson Button chiuse al terzo posto. Corso con una velocità media di 157,833 km/h, si tratta del Gran Premio di Monaco più veloce della storia della Formula 1; il precedente record di 155,552 km/h fu stabilito nell'edizione del 2007 quando a trionfare fu Fernando Alonso su McLaren-Mercedes.
Sono stati 22 i tempi cancellati ai piloti per essere andati larghi alla curva 10 (Nouvelle Chicane) e non averla percorsa correttamente, durante la gara. Si sono visti cancellare il tempo Nikita Mazepin (sette volte); Mick Schumacher (quattro volte); Lando Norris e Nicholas Latifi (due volte); Pierre Gasly, Antonio Giovinazzi, Lance Stroll, Daniel Ricciardo, George Russell, Lewis Hamilton e Yuki Tsunoda (una volta).

### Risultati
I risultati del Gran Premio sono i seguenti:
| Pos | Nº | Pilota             | Costruttore               | Giri | Tempo/Ritiro     | Griglia | Punti |
| --- | -- | ------------------ | ------------------------- | ---- | ---------------- | ------- | ----- |
| 1   | 33 | Max Verstappen     | Red Bull Racing-Honda     | 78   | 1h38'56"820      | 2       | 25    |
| 2   | 55 | Carlos Sainz Jr.   | Ferrari                   | 78   | +8"968           | 4       | 18    |
| 3   | 4  | Lando Norris       | McLaren-Mercedes          | 78   | +19"427          | 5       | 15    |
| 4   | 11 | Sergio Pérez       | Red Bull Racing-Honda     | 78   | +20"490          | 9       | 12    |
| 5   | 5  | Sebastian Vettel   | Aston Martin-Mercedes     | 78   | +52"591          | 8       | 10    |
| 6   | 10 | Pierre Gasly       | AlphaTauri-Honda          | 78   | +53"896          | 6       | 8     |
| 7   | 44 | Lewis Hamilton     | Mercedes                  | 78   | +1'08"231        | 7       | 7     |
| 8   | 18 | Lance Stroll       | Aston Martin-Mercedes     | 77   | +1 giro          | 13      | 4     |
| 9   | 31 | Esteban Ocon       | Alpine-Renault            | 77   | +1 giro          | 11      | 2     |
| 10  | 99 | Antonio Giovinazzi | Alfa Romeo Racing-Ferrari | 77   | +1 giro          | 10      | 1     |
| 11  | 7  | Kimi Räikkönen     | Alfa Romeo Racing-Ferrari | 77   | +1 giro          | 14      |       |
| 12  | 3  | Daniel Ricciardo   | McLaren-Mercedes          | 77   | +1 giro          | 12      |       |
| 13  | 14 | Fernando Alonso    | Alpine-Renault            | 77   | +1 giro          | 17      |       |
| 14  | 63 | George Russell     | Williams-Mercedes         | 77   | +1 giro          | 15      |       |
| 15  | 6  | Nicholas Latifi    | Williams-Mercedes         | 77   | +1 giro          | 18      |       |
| 16  | 22 | Yuki Tsunoda       | AlphaTauri-Honda          | 77   | +1 giro          | 16      |       |
| 17  | 9  | Nikita Mazepin     | Haas-Ferrari              | 75   | +3 giri          | 19      |       |
| 18  | 47 | Mick Schumacher    | Haas-Ferrari              | 75   | +3 giri          | 20      |       |
| Rit | 77 | Valtteri Bottas    | Mercedes                  | 29   | Dado della ruota | 3       |       |
| NP  | 16 | Charles Leclerc    | Ferrari                   | 0    | Semiasse         | –       |       |

Lewis Hamilton riceve un punto addizionale per avere segnato il giro più veloce della gara.

## Classifiche mondiali

### Piloti
| Pos | Pilota             | Punti |
| --- | ------------------ | ----- |
| 1   | Max Verstappen     | 105   |
| 2   | Lewis Hamilton     | 101   |
| 3   | Lando Norris       | 56    |
| 4   | Valtteri Bottas    | 47    |
| 5   | Sergio Pérez       | 44    |
| 6   | Charles Leclerc    | 40    |
| 7   | Carlos Sainz Jr.   | 38    |
| 8   | Daniel Ricciardo   | 24    |
| 9   | Pierre Gasly       | 16    |
| 10  | Esteban Ocon       | 12    |
| 11  | Sebastian Vettel   | 10    |
| 12  | Lance Stroll       | 9     |
| 13  | Fernando Alonso    | 5     |
| 14  | Yuki Tsunoda       | 2     |
| 15  | Antonio Giovinazzi | 1     |

### Costruttori
| Pos | Costruttore               | Punti |
| --- | ------------------------- | ----- |
| 1   | Red Bull Racing-Honda     | 149   |
| 2   | Mercedes                  | 148   |
| 3   | McLaren-Mercedes          | 80    |
| 4   | Ferrari                   | 78    |
| 5   | Aston Martin-Mercedes     | 19    |
| 6   | AlphaTauri-Honda          | 18    |
| 7   | Alpine-Renault            | 17    |
| 8   | Alfa Romeo Racing-Ferrari | 1     |